# 後藤雅宏
後藤 雅宏（ごとう まさひろ、1961年8月10日 - ） は、日本の化学工学者。九州大学大学院工学研究院主幹教授、日本膜学会会長。元日本溶媒抽出学会会長。

## 人物・経歴
1980年熊本県立熊本高等学校卒業。1984年九州大学工学部合成化学科卒業。1986年九州大学大学院工学研究科合成化学専攻修士課程修了。1989年九州大学大学院工学研究科合成化学専攻博士課程修了、工学博士、日本学術振興会特別研究員。1990年九州大学工学部合成化学科助教授。1994年マサチューセッツ工科大学留学。2000年化学工学会九州支部若手エンジニア連絡会会長。2001年九州大学大学院工学研究院応用化学部門教授、科学技術振興機構さきがけ21研究者。2004年SOファーマ取締役。2009年九州大学未来化学創造センター長。2012年九州大学主幹教授、九州大学次世代経皮吸収研究センター長、化学工学会理事。2015年アジアバイオテクノロジー機構（AFOB) 副会長。2017年日本溶媒抽出学会会長。2019年日本膜学会会長。

## 受賞
- 1990 化学工学会奨励賞[1]
- 2001 日本膜学会奨励賞[1]
- 2004 日本生物工学会論文賞[1]
- 2004 化学工学会研究賞[1]
- 2011 アジア生物工学会学会賞[1]
- 2012 日本海水学会研究賞[1]
- 2015 日本イオン交換学会学会賞[1]
- 2018 化学工学会学会賞[1]
- 2018 日本海水学会学会賞[1]
- 2018 日本溶媒抽出学会学会賞[1]
- 2019 アジア生物工学会功績賞[1]